# Жінки в Корані
Жінки в Корані — важливі постаті та теми для обговорення, які включені в сюжети та мораль, якої дотримується іслам. Більшість жінок у Корані представлені або як матері, або як дружини лідерів чи пророків. У деяких аспектах вони зберегли певну автономію від чоловіків; наприклад, Коран описує жінок, які прийняли іслам раніше своїх чоловіків, або жінок, які склали самостійну присягу на вірність Магомету.
Хоча в Корані не згадується жодна жінка, окрім Діви Марії, жінки відіграють певну роль у багатьох його історіях. Ці історії були предметом маніпуляцій і жорсткого тлумачення як у класичних коментарях, так і в популярній літературі патріархальних суспільств. Культурні норми, що існують усередині патріархату, сформували спосіб, яким ці суспільства підходили до тексту та створили всеосяжний наратив, який диктував спосіб, яким майбутні покоління були налаштовані тлумачити ці історії та роль жінки в Корані. Протягом історії різні ісламські тлумачі священного письма та законодавці постійно переосмислювали жінок, представлених у Корані, внаслідок домінуючої ідеології та історичного контексту того часу. На хвилі сучасності та підйому ісламського фемінізму багато вчених повертаються до оригінального тексту, переглядають загальноприйняті класичні тлумачення жінки та переосмислюють роль жінки в Корані.

## Хавва
Єва (Хавва), дружина Адама, згадується в Сурі 2:30-39; 7:11-25; 15:26–42; 17:61–65; 18:50–51; 20:110–124; і у віршах 38:71–85, але ім'я «Єва» (араб. حواء, Хавва) ніколи не відкривається і не використовується в Корані. Єва згадується на ім'я лише в хадисах. Розповідь Корану про створення та гріхопадіння Адама і Єви тематично відрізняється від більш конкретизованої історії в єврейській і християнській традиціях. Подібно до християнського та єврейського сюжету, Аллах створив Адама і Єву та місце для їхнього життя, Рай. Однак у Корані роль Хавви мінімальна, оскільки вона є співучасницею людського гріха, а не підбурювачкою. Саме Адам був попереджений Аллахом, що Ібліс, Сатана, є їхнім природним ворогом і загрозою для їх усунення з небес.
«Так Ми сказали: «О Адаме! Це ворог тобі і твоїй дружині, тож нехай він не виганяє вас обох із саду, щоб ви були нещасливі».— Коран 20:117 

Буквальний текст Корану багато в чому знімає провину, яку часто покладають на Єву. Замість того, щоб бути причиною гріхопадіння Адама, Єва просто представлена як рівноправна співучасниця гріха, а потім, пізніше, як рівноправна співучасниця покарання і спокути. Однак ранні критичні інтерпретації історії створення і гріхопадіння перебували під сильним впливом християнських та іудейських уявлень про Єву. Тому ранні середньовічні інтерпретації зосереджуються на зображенні Хавви як морально і розумово скомпрометованої особи. Як і в християнській, так і в юдейській традиції, Хавва вважається тією, хто спокушає пророка Адама до гріха. У ранній праці дослідника хадисів ат-Табарі, зокрема, є багато уривків, які стверджують, що жіночі менструації та страждання, пов'язані з народженням дітей, є прямим наслідком нерозумності Хавви.
«Якби не лихо, що спіткало Хавву, жінки цього світу не мали б менструацій, були б мудрими і з легкістю народжували б дітей».— Аль-Табарі (I:529)
Однак у наш час пояснення та загальне розуміння Хавви змінилося і є предметом глибоких дискусій. Її статус першої жінки у світі є актуальним, оскільки на неї дивляться як на модель для своєї статі та архетип жінки, створений Аллахом. Сьогодні як традиційні, так і модерністські мислителі звертаються до Хавви, щоб підтримати або спростувати свої аргументи щодо рівності жінок у релігії. Зокрема, ті, хто дотримується традиційних поглядів, вірять у хадиси і тлумачення, що Хавва була створена з одного з викривлених ребер Адама. І тому, коли Пророк пояснював, що жінки були створені з кривої частини ребра, «він не звинувачував жінку, а визначав природну схильність жінок і переважання емоцій над раціональністю». У відповідь, більш ліберальні інтерпретації не наводять прямих і незаперечних доказів того, що Хавва була створена з «кривого ребра»; вони стверджують, що такі припущення не випливають з джерел, які можна перевірити. Скоріше, вони прагнуть підкреслити мету самої історії створення і гріхопадіння. Не для того, щоб засуджувати людську природу обох статей, а щоб показати приклад керівництва, покарання та остаточного прощення Аллаха.

## Дружини Ноя і Лота
Часто імена цих жінок плутають, однак загальний консенсус вчених полягає в тому, що дружиною Ноя була Амзура, а дружиною Лота була Ваіла. Ця постійна зміна двох імен підкреслює, що обидві жінки в кінцевому підсумку служили одній меті в ісламському тлумаченні священного письма. У випадку з дружиною Ноя багато теоретиків припускають, що вона загинула під час потопу і її не пустили на ковчег через її постійні натяки, що її чоловік був божевільним. У свою чергу, вважається, що дружина Лота загинула разом із жителями Содому, оскільки вона зрадила свій обов'язок дружини та вступила в змову разом із розбещеними людьми. В обох прикладах дружини пророків Аллаха були єдиними, хто був покараний за невір'я та зраду своїх чоловіків. Це важлива відмінність, оскільки ісламські теоретики підкреслюють, що це встановлює духовну індивідуальність жінки. Саме вони мають свободу вибору своєї релігійності, і саме вони, у свою чергу, платять ціну. Зрештою, мета їх згадки в Корані — показати приклад наслідків активного невіри в Аллаха та його пророків.

Три вірші в Корані, в яких згадуються дружини Ноя і Лота, або Нух і Лут арабською, є об'єднаним записом, що зображує наслідки та відповідь Аллаха невіруючим.
«Бог дає приклад тим, хто не вірує: дружина Ноя і дружина Лота, вони обидві були під двома праведними рабами Нашими, але вони вчинили підступно по відношенню до них, так що вони не допомогли їм нічим проти Бога, і було сказано: «Увійдіть обидві у вогонь з тими, хто входить».— Коран, сура 66 (Ат-Тагрім), аят 10 

## Дочки Лота
Роль, яку відіграють дочки Лота в цих інтерпретаціях, здебільшого пасивна і є спробою продемонструвати свою відданість Богові. Однак, окрім цього простого пояснення, вони також діють як прикриття для своєї матері, яка змовилася з жителями Содому, попередивши їх про гостей Лота. В той час, як їхня мати була приречена на ту ж долю, що й грішники в Содомі, дочки Лота були врятовані і врятувалися завдяки їхній особистій спокуті.
І кинувся до нього народ його, а вони вже давно звикли чинити гидоту. І сказав він: «Народе мій! Ось дочки мої, вони чистіші для вас (якщо ви одружетеся). Бійтеся ж Бога і не покривайте мене соромом перед гостями моїми! Чи немає серед вас жодного праведника?». Вони ж сказали: «Чи знаєш ти, що ми не маємо потреби в «дочках твоїх»: 
Ти ж добре знаєш, чого ми хочемо!»— Коран, сура 11 (Гуд), аят 79 
Однак жителі Содому відкидають пропозицію Лота і продовжують свої гріховні вчинки. У наступній згадці в сурі 15 (аль-Хіджр) Лот знову пропонує своїх дочок. Однак цього разу його дії були спрямовані на те, щоб запобігти вчиненню мешканцями Содому гидоти над гостями в його домі.
Він сказав: «Ось мої доньки, якщо ти маєш робити те, що маєш намір!»— Коран, сура 15 (аль-Хіджр), аят 71 

## Сара, дружина Авраама
На відміну від Старого Заповіту і Тори, Сара, дружина пророка Авраама, відіграє в Корані значно меншу роль. Як у християнській, так і в єврейській традиціях вона є матір'ю обраного сина, Ісаака, і тому важливішою особою.

У хадисах Сара не згадується прямо, а натякає на неї в розширеній історії Агар. Боротьба Агар, про яку детально розповідається в «Сахіх аль-Бухарі», є важливими для ісламської традиції, оскільки багато мусульман змальовують її як матір усіх арабів та одну з доісламських першопрохідиць. Хоча це може здатися, що Сара є лиходійкою в історії Агар, в ісламських писаннях вона не розглядається і не зображується як причина вигнання Агар. На відміну від більш традиційних єврейських і християнських пояснень, які змальовують суперечливі стосунки між Агар і Сарою, ісламські інтерпретації здебільшого позбавлені коментарів щодо Сари, натомість зосереджуються на труднощах і успіхах Агар.
А дружина його, що стояла [поруч], засміялася [від щастя]; після чого Ми сповістили їй радісну звістку про [народження] Ісаака, а після Ісаака - [його сина] Якова.— Коран, сура 11 (Гуд), аят 71–72 
Другий раз Сара згадується у вірші сури Аль-Дхазаріят № 29.

## Дружина Азіза (Зулейха) та дружини
Історія Юсуфа та Зулейхи, дружини вчителя Йосипа Азіза, є одним із найрозширеніших зображень жінок у Корані. Вона з'являється в сурі 12 (Юсуф) як частина хронологічної розповіді Йосипа незабаром після того, як його продали в рабство до Єгипту. У цій розповіді Зулейха намагається спокусити Йосипа, спочатку прямо, а потім, використовуючи підступність і дотепність.
А та, в домі якої він був, хотіла спокусити його від (істинного) себе: зачинила двері та й каже: «Заходь!»: «Заходь, любий!» Він сказав: «Боронь Боже! Воістину (твій чоловік) - мій пан! Він зробив моє перебування приємним! Воістину, до добра не приходять ті, хто чинить зло!».— Коран, сура12 (Юсуф), аят 23 
Коли Йосип відхилив її залицяння, він поспішно спробував піти. Однак Зулейха погналася за ним, і вони знайшли Аль-Азіза біля дверей. Потім вона звинуватила Йосипа в спробі зґвалтувати її, але швидко виявилася неправою, коли її чоловік зазначив, що одяг Йосипа був розірваний ззаду (це означає, що вона намагалася схопити його поблизу дверей). Після цього випадку серед жінок поширилися чутки про симпатію Зулейхи до Йосипа. Вона, своєю чергою, підготувала бенкет на честь цих жінок. На цьому бенкеті, коли з'явився Йосип, жінки були настільки зачаровані його красою, що випадково порізали собі руки ножами, якими користувалися. Потім вони прославляли його і кричали до Бога, що він, мабуть, ангел. Історія продовжується тим, що Зулейха пообіцяла, що якщо Йосип не прийме її залицяння, то вона кине його до в'язниці. Почувши це, Йосип молився Богу, що краще піде до в'язниці, ніж залишиться в домі Аль-Азіза. Звичайно ж, Йосип потрапив до в'язниці. Багато років потому, коли цар запитав жінок і Зулейхи про їхню роль, вони відповіли:
«І сказав цар (до жінок): «Що ви робили, коли хотіли спокусити Йосипа від його (істинного) єства?» Жінки відповіли: «Боже, бережи нас! Ніякого зла ми не знаємо проти нього!» Сказала дружина Азіза: «Тепер істина явна (для всіх): це я намагалася спокусити його від його (істинного) єства: Він воістину з тих, хто (завжди) правдивий (і доброчесний)».— Коран, сура 12 (Юсуф), аят 51
Перекази цієї історії поза Кораном історично зосереджувалися на природному дволикому та хитромудрому характері жінок і прагнули встановити їх. Особливо в роботах ранніх тлумачів Зулейха та жінки не зображуються як багатогранні персонажі, запропоновані Кораном, а розглядаються лише через «їхню неприборкану сексуальність і підступність». Це зображення використовується як ще один консервативний приклад невід'ємної загрози, яку становить жіноча стать для чоловіків та їх благочестя. Інтерпретація Аль-Байдаві особливо підкреслює властивий контраст між відданістю пророка Богу та хитрою природою жінки. Однак останнім часом критичне пояснення навколо Зулейхи розширилося, щоб представити різні можливі інтерпретації. У багатьох випадках ця історія зараз використовується як алегорія, що зображує здатність благочестивих людей, у даному випадку пророка, долати спокуси світу та труднощі. У цих випадках тлумачі стверджують, що присутність Зулейхи в Корані означає не злу природу всіх жінок, а скоріше різні можливі відволікання, які може представляти суспільство в цілому, і необхідність дати їм відсіч.

## Мати і сестра Мойсея
Мати Мойсея є єдиною жінкою в Корані, яка отримала божественне натхнення. Бог надихнув її годувати дитину грудьми, поки вона не злякалася за його життя, а потім кинути його в річку без смутку чи страху, тому що Бог зрештою поверне його їй і зробить одним із посланців.
«Бог послав натхнення матері Мойсея, щоб вона поклала Мойсея в скриню і кинула скриню в річку, яка, врешті-решт, викине його на берег ворога Божого, і він буде врятований».— Коран 28:7 
Коли дружина фараона виявила Мойсея на березі, Бог мав зміцнити серце матері Мойсея, щоб зробити її твердою вірою.
«А серце матері Муси було порожнє, і вона майже розкрила б його, якби Ми не зміцнили її серце, щоб вона була з віруючих».— Коран 28:10 
Після того, як сестра Мойсея бачить, що він відмовляється годувати дитину своєю новою нянею, вона пропонує, щоб мати Мойсея стала його нянькою. У певному сенсі вони возз'єдналися.
«А Ми раніше забороняли йому прийомних матерів, - сказала вона: Чи показати тобі родину, яка виростить його для тебе і подбає про нього? І Ми повернули його матері, щоб вона втішилася і не сумувала, і щоб вона знала, що обіцянка Аллаха - істинна. Але більшість з них не знає».— Коран 28:12–13 

## Дружина Мойсея
Дружина Мойсея на ім'я Сафура була дочкою мідіянітського пастуха, з яким Мойсей познайомився ще до того, як став пророком. Мадіанітський пастух дозволив Мойсею і його дочці одружитися в обмін на те, що Мойсей відпрацює вісім-десять років.
«Сказала одна з (дівчат): «О батьку мій! Візьми його до себе в найми: воістину найкращий з людей для тебе - це (чоловік) сильний і надійний». Він сказав: «Я маю намір віддати за тебе одну з цих дочок моїх за умови, що ти прослужиш мені вісім років; якщо ж прослужиш десять років, то це буде (милість) від тебе. Але я не маю наміру ставити тебе в скрутне становище: ти знайдеш мене, якщо Богу буде завгодно, одним з праведників».— Коран, сура 28 (Аль-Касас), аят 26–27 
Її ім'я не згадується в Корані, але деякі кісас аль-анбія ідентифікують її як Ціппору. Багато деталей, пов'язаних із дружиною Мойсея, доповнювалися протягом історії. Сучасні мусульмани вважають її праведною мусульманкою через її повагу до різних гендерних сфер. Коли вона вперше зустріла Мойсея, вона носила воду на людях, але боялася, бо це зазвичай чоловіча справа.
«І коли він прибув на водопій у Мадяні, то побачив там групу чоловіків, що напували (свої отари), а крім них - двох жінок, що стримували (свої отари). Він сказав: «Що це з вами?» Вони сказали: «Ми не можемо напоїти (наші отари), поки пастухи не заберуть (свої отари): А наш батько - дуже старий чоловік».— Коран, сура 28 (Аль-Касас), аят 23 

## Асія, дружина фараона
Дружина фараона, відома в деяких традиціях як Асія, відіграла велику роль у житті Мойсея, оскільки стала його прийомною матір'ю. Вона врятувала йому життя, коли взяла його до себе і виховувала Мойсея з дитинства в родині невіруючих, поки Бог спостерігав за ним.
З усіх жінок у житті Мойсея дружина фараона є предметом найбільшої кількості тлумачної літератури. На ній як прикладу для віруючих робиться великий акцент. Багато хто вважає її праведною жінкою через її роль у збереженні життя Мойсея, як показано в Q 28:9.
«І сказала фараонова дружина: «Він буде втіхою для очей моїх і для вас. Не вбивайте його, може, він принесе нам користь, або ми всиновимо його, як сина». Та вони не послухали».— Коран, сура 28 (Аль-Касас), аят 9 
Крім того, Асія вихваляється тому, що в Q 66: 11, який датується пізнім мединським періодом, вона молилася Богу побудувати їй дім у раю та врятувати її від її злого чоловіка, фараона.
«І Аллах поставив приклад для тих, які увірували, дружину Фірауна (фараона), коли вона сказала: «Господи! «Господи мій! Побудуй мені дім з Тобою в раю, і врятуй мене від Фірауна (фараона) і його справи, і врятуй мене від людей, які є залімунами (багатобожниками, нечестивцями і невіруючими в Аллаха)».— Коран, сура 66 (Ат-Тахрім), аят 11 
Асія представляє ідеал чесноти як одна з чотирьох найвидатніших жінок світу та одна з чотирьох «дам небес», серед яких: Марія, мати Ісуса; Хадіджа, дружина Магомета; і Фатіма, дочка Магомета. Асія вийшла заміж за фараона, проявивши жертовність для свого народу. Вона померла мученицькою смертю після того, як тиранічний фараон убив багатьох віруючих у палаці, і вона намагалася помститися за їх смерть.
Частина середньовічної традиції Ібн Касіра говорить про дружину фараона як про одну з «небесних дружин» пророка. Це найвища честь, яку поділяють земні дружини пророка та Марія. Асія вшановується в ісламській вірі за те, що вона залишилася вірною Богові, незважаючи на те, що її власний чоловік, фараон, вважав себе Богом. Вона демонструє, що жінка здатна виявляти віру і вірити в Бога, навіть всупереч бажанню суворого чоловіка.

## Цариця Савська (Білкіс)
Коран говорить про царицю Савської, також відому як Білкіс. Вона була суверенною правителькою над своїм народом, яка брала участь у політичних переговорах, встановлених у період джагілійя. Її історія відбувається в Корані, сура 27 (Аль-Намль): 22–44.
Одуд повідомив Соломону про царицю Савську, яка вела свій народ до язичницьких ритуалів, поклоняючись Богу Сонця замість Аллаха.
«Я знайшов (там) жінку, яка керувала ними і була забезпечена всім необхідним, і у неї був чудовий трон. 

«Я побачив, що вона та її народ поклоняються сонцю, а не Богові: Сатана зробив їхні діяння приємними в їхніх очах і відвернув їх від Шляху, - так що вони не отримують ніякого керівництва, - 
Соломон написав листа цариці. Одуд доставив його до її палацу, залишивши на грудях, поки вона спала. Потім Білкіс приготував Соломонові подарунки, щоб перевірити, чи був він «благочестивим», чи «мирським» пророком, за допомогою серії загадок. Цариця вирушила в гості до Соломона. Одні кажуть, що Соломон чарівним чином пересунув її трон, а інші — що він бажав цього трону і знав, що повинен здобути його, перш ніж цариця та її послідовники підкоряться Аллаху.
Вона сказала: «Царі, коли вступають у країну, грабують її і роблять найшляхетніших людей найпідлішими - так вони поводяться.
«Але я пошлю йому подарунок і (чекаю), щоб побачити, з якою (відповіддю) повернуться (мої) посли».
Тож коли вона прибула, її запитали: «Це твій трон?» Вона сказала: «Це було саме так, і знання було дано нам заздалегідь, і ми підкорилися Богу (в ісламі)».
Цариця Савська підкорилася Богові разом із Соломоном.
Її попросили увійти до високого палацу, але вона, побачивши його, подумала, що це озеро з водою, і вона (підвернула спідниці), оголивши ноги. Він сказав: «Це лише палац, викладений скляними плитами». Вона сказала: «Господи! Я справді скривдила свою душу: Я (тепер) підкоряюся (в ісламі) разом із Соломоном Господу світів».
Легенда говорить, що Соломон одружився з Білкіс, яка потім народила йому сина. Деякі кажуть, що вона повернулася до Ємену як цариця, і Соломон відвідував її там три дні на місяць; інші кажуть, що Соломон видав її заміж за царя Хамадана.
Багато істориків намагалися принизити або применшити значення цариці Савської. Історик Масуді (Х століття) був переконаний, що Білкіс не могла бути повністю людиною, оскільки вона мала трон і керувала людьми. Він сказав, що в неї був батько-людина, але мати - джин, тому що він відчував потребу напасти на Білкіс і поставити під сумнів її людяність як спосіб впоратися з тим фактом, що вона була жінкою, яка має політичну владу. Крім того, для традиційних ісламських тлумачів історія цариці Савської є важкою для сприйняття через те, що жінка при політичній владі виходить за межі традиційної гендерної ролі жінки в суспільстві. Класичні ісламські автори уникають розгляду питання про царицю Савську та потенційні наслідки, які це може мати для жінок-правительок.
Білкіс залишається однією з найзагадковіших жінок у світі наукової інтерпретації. Деякі з основних питань, які виникають, полягають у тому, як вона стала правителькою, її компетентність у цій ролі та як це може вплинути на ісламське суспільство. Красуня Шеба вийшла заміж за тиранічного хіміярського царя, напоїла його, відрубала йому голову та переконала його міністрів оголосити їй вірність. Вона здобула своє становище через близькість до правителя-чоловіка та обдурила його, використовуючи свої жіночі риси. Проти Соломона цариця Савська демонструє здатність тримати себе в руках і підтверджує свій розум і розважливість, якості, як правило, притаманні чоловікам. Однак її велика помилка в тому, що вона сприймає скло за басейн і відкриває свої (волохаті) ноги, чого вона не може виправити.
У сучасному розумінні історія цариці Савської символізує праведність непідкупності, прикладом якої є те, що Соломон відмовився підкупити її витонченими дарами. Урок, який витягають сучасники, — це остаточне підкорення нікому, крім Бога. Тільки Бог бачить усіх істинних віруючих однаково, і остаточне підкорення має бути Йому, а не комусь іншому, незалежно від того, чи Він лідер, чи пророк.

## Дружина Імрана
У Корані мати Діви Марії (і, таким чином, бабуся Іси) не названа в Корані, але згадується в двох уривках розділу оповідей як дружина Імрана, Імран — це Йоаким у християнстві. У християнській традиції вона ідентифікується як Анна. За Кораном, вона молила Бога за дитину:
«Ось, - сказала дружина Імрана: «Господи мій! Я присвячую Тобі те, що в моєму лоні, для особливого служіння Тобі: Тож прийми це від мене: Бо Ти чуєш і знаєш усе». «І коли її визволили, вона сказала: «Господи мій! Ось! Я народила дитину жіночої статі!» - і Бог знав найкраще, що вона породила - »І що б не було мудре, чоловік подібний до жінки. Я назвав її Мар'ям, і віддаю її та її потомство під Твій захист від сатани, відкинутого».— Коран, сура 3 (Аль-Імран), аяти 35-36
Хоча ім'я Імран приписується як батькові Марії, так і батькові Мойсея та Аарона, тлумачі пояснюють, що цих двох людей не слід плутати. Їх розділяє тривалий проміжок часу — за деякими джерелами 1800 років — і називаються по-різному. Батька Мар'ям звали Імран б. Матхан/Матан, а батька Мойсея та Аарона — Імран б. Яшар або Імран б. Кадіт.

## Мар'ям (Марія)
Мар'ям, мати Ісиа і сестра Гаруна, є однією з найважливіших жінок у Корані. Крім того, вона єдина жінка, названа в Корані. У Корані вона також описана як одна з найвидатніших жінок усіх часів. Її ім'я не тільки з'являється набагато частіше в Корані, ніж у Новому Завіті, але також є назвою Сури 19, яка обговорює благовіщення, народження Ісуса та перші слова Ісуса, сказані перед народженням і в колисці: «більшість інших особистих імен, які використовуються як назви розділів Корану, є іменами пророків». Хадис стверджує, що Марія була посвячена Богу, таким чином «уникнувши уколів диявола» при народженні; Кажуть, що це «зіграло роль у формуванні пізнішої ісламської доктрини пророчої 'ісми» (вроджена якість «бездоганності», «імунітету від гріха та помилок» пророків).
Молодою дівчиною і незайманою Марія залишилася в Міхрабі, де отримала «радісну звістку про слово (каліма) від Бога» про те, що народила «чистого сина». У сурі 19 янгол Гавриїл, посланий Богом, каже Марії: «Я лише посланець твого Господа, щоб дати тобі чистого хлопчика». Коран також стверджує, що зачаття Ісуса Марією було чудесним:
«Марія, дочка Імрана, яка оберігала свою цнотливість, і Ми вдихнули в (її тіло) Духа Нашого, і вона свідчила про істинність слів Господа свого і Його Одкровень, і була однією з побожних (рабинь)».
Ісламські вчені довго обговорювали цю подію, зокрема значення «духу» (ruh) і «слова» (kalima), які Марія отримала від Бога. Якщо вона була поінформована про те, що має статися через Боже Слово, навіть через Його янгола, і пронизана Божим духом, то чи була Марія пророком Корану? Вчені, які зосереджуються на буквальному значенні тексту, знайшли доказ її пророцтва, оскільки «вона відрізняється від інших коранічних жінок характером і життєвим досвідом». Проте, можливо, через її стать пророцтво Марії не є широко визнаним.
Проте, Марія все ще шанується всіма мусульманами в усьому ісламському світі. Її вихваляють у Корані: «Ось, ангели сказали: „О Марія! Бог обрав тебе і очистив тебе — обрав тебе над жінками всіх народів“».
У Сурі 21:91 Марія розкривається як знак (айя) від Бога: «І та, що берегла свою цнотливість. Тоді Ми вдихнули в неї Нашого духу, і Ми зробили її та її сина знаком для світів». Сура 66 визначає Марію як «приклад для віруючих» через її цнотливість, слухняність і віру; проте «релігійні авторитети намагалися визначити соціальну застосовність якостей Марії, тобто грані її статусу зразка, придатного для наслідування». Коли Гавриїл повідомляє їй про Божий план, Марія дивується: «Як я можу мати сина, якщо ніхто ніколи не торкався мене, і я не цнотлива?» Пізніше "пологові болі привели її до стовбура пальми. Вона сказала: «На жаль! Я б хотіла, щоб я померла раніше, і була річчю, про яку давно забули!». Але вона була втішена Богом.
Марія також з'являється в Корані 3, де вона та її історія тісно пов'язані з історією її опікуна, пророка Закарії. Слова ангела про народження Івана від Закарії (Сура 3:39) майже ідентичні словам Ісуса (Сура 3:45). Подібним чином обидва відповідають, ставлячи під сумнів повідомлення (Сура 3:40;47), і отримують однакову відповідь.

## Дружини Магомета
Дружини Магомета відомі мусульманам як «Матері правовірних», або арабською umm'ul mu'mineen', що походить із Сури 33:6:
«Пророк ближчий до віруючих, ніж вони самі, а його дружини - їхні матері».
Хоча Сура 4:3 обмежує чоловіків-мусульман мати до чотирьох дружин, хадиси стверджують, що «право пророка на необмежену полігамію було прерогативою, яку Божа сунна поширила на всіх пророків: „природне право“ Його речників на землі». Вони згадуються в кількох місцях Корану, але жодного разу не поіменно, що робить хадиси як біблійну інтерпретацію найважливішою, але вони «не такі, як [інші] жінки». Дружини Магомета відіграють помітну роль в ісламі та мусульманських практиках; «прийняття ними конкретних божественних вказівок, що випливає з їхньої близькості до Магомета, надає їм особливої гідності». Вони формують основу статусу жінки в ісламі і, отже, важливі для гендерних дебатів і вивчення.
Лише деякі з них «послідовно представлені як ключові фігури в хадисах, що описують контексти конкретних одкровень („випадки одкровення“, Асбаб ан-нузул)». Стовассер стверджує: «Таким чином, закони Корану, спрямовані на дружин Пророка, повністю мединського походження і належать до останніх шести чи семи років життя Пророка». Сура 33:50 окреслює законні «категорії жінок», які можуть вийти заміж за Магомета: "дружини, з якими Пророк уклав шлюб із приданим; жінки-військовополонені (рабині), які потрапили до нього як частина його здобичі; двоюрідні сестри як по батькові, так і по матері, які мігрували з ним до Медіни; і «віруюча жінка, якщо вона дає сама до Пророка, і [він] також бажає одружитися з нею (Аль-Коран 33:50)».
Крім Айші, Магомет одружувався лише з вдовами та розлученими жінками. Айшу бінт Абі Бакр часто вважають улюбленою дружиною пророка. Її пов'язують із заборонами Корану проти наклепу в Сурі 24:11–26, через її участь у «справі брехні [або наклепу]» (аль-іфк), у якій її фальшиво звинуватили у «перебуванні» з іншим чоловіком, Сафваном ібн аль-Муатталом ас-Суламі. Вона вважається першою жінкою, яка вибрала «Бога і Його Пророка» замість «світу та його окрас». У Сурі 33:28–29 Бог наказав дружинам Магомета прийняти рішення щодо своїх переваг, після того як Магомет був роздратований зростаючим бажанням дружин мати матеріальні блага. Айша також важлива в сунітському ісламі.
Дружини Магомета були першими жінками, які дотримувалися практики покривання хіджабом. Сура 33:53, яку зазвичай називають «аят хіджаб», стверджує, що якщо «віруючі» хочуть чогось від дружин Магомета, вони повинні просити «з-за хіджабу»; він також забороняє «віруючим» одружуватися з дружинами Магомета після нього.
Сура 33:32–34 проголошує, що жінки Магомета не схожі на інших жінок, і тому вказує особливий етикет для них.
«О пророчі жінки! Ви не такі, як інші жінки; якщо ви залишаєтеся побожними, то не будьте такими ввічливими в розмові, щоб той, хто має хворобу в серці, мав надію і говорив упізнаваним чином. І залишайтеся у своїх домівках, не виставляйте напоказ свої прикраси, як на початку джахілії, приносьте салят і закят».

## Дочки Магомета
Магомет мав чотирьох дочок зі своєю дружиною Хадіджею бінт Хувайлід: Зейнаб, Умм Кульсум, Рукаю та Фатіму.
Коран говорить про дочок Магомета в Сурі 33:59.
«Пророче, скажи своїм дружинам і дочкам, і віруючим жінкам, щоб вони накидали на себе частину свого верхнього одягу (на людях): це найзручніше, щоб їх знали (як порядних жінок) і не дратували. А Бог - довготерпеливий, милосердний».
Коран відноситься до дочок в цілому, banatika, ніколи не ідентифікуючи їх по імені.

## Жінка, яка скаржилася Богу на свого чоловіка
Коран говорить про жінку, яка скаржилася Богу на свого чоловіка в Сурі 58 (Аль-Муджаділа), але не на ім'я. Хадис повідомляє її ім'я Хавла бінт Та'лаба.
«Бог справді почув (і прийняв) заяву жінки, яка благає тебе про свого чоловіка і несе свою скаргу (в молитві) до Бога; і Бог (завжди) чує суперечки між вами обома, бо Бог чує і бачить (все)».
Наступні вірші покликані відновити її права (як і права будь-якої іншої жінки в її становищі), коли чоловік погано поводиться зі своєю дружиною. Мусульмани посилаються на цю жінку та її історію, щоб висловити милосердя Бога.

## Жінка, яка розплітала свою прядену нитку після того, як вона була міцною
У Корані в Сурі 16 (Ан-Нахль) згадується жінка, яка розкрутила прядену нитку після того, як вона стала сильною, але не на ім'я.
«І не будьте подібні до тієї, що розмотала свою прядену нитку після того, як вона стала міцною, [взявши] ваші клятви як [засіб] обману між вами через те, що одна громада численніша [за чисельністю чи багатством] за іншу громаду. Аллах лише випробовує вас таким чином. І Він неодмінно роз'яснить вам у День воскресіння те, через що ви розходилися в думках».— Коран, Сура 16 (Ан-Нахль), аят 92 
Тафсір аль-Джалалайн стверджує, що вона була «недоумкуватою мекканкою, яка цілими днями пряла, а потім розпускала».

## Дружина Абу Лагаба
У Корані згадується дружина Абу Лагаба в Сурі 111 Аль-Масад, але не на ім'я. Хадис стверджує, що її ім'я Умм Джаміль бінт Харб і сестра Абу-Суф'яна. Кажуть, що вона ображала і висміювала Магомета, пускала терни на його шляху, щоб стекла кров, і одного разу поклала шлунок верблюда йому на спину, коли він лежав ниць, коли він і Абу-Бакр молилися в Каабі, і, не знаючи, що Магомет присутній, погано говорила про нього та його релігію. Таким чином, Коран описує, як вона буде покарана разом зі своїм чоловіком у пеклі за те, що завдала шкоди Магомету.
«Його дружина повинна нести (тріскучі) дрова як паливо. Скручену мотузку з пальмового листя навколо шиї».